# Apatas Air
Apatas Air — чартерна авіакомпанія, що базувалася в Каунасі, Литва. Вона займалася авіаперевезеннями, в тому числі вантажними і пасажирськими. Головною базою «Apatas Air» був Аеропорт Каунаса.

## Історія
Авіакомпанія була заснована в 1994 як «Авіапаслауга». Ліквідована 2009 року.

## Флот
Флот авіакомпанії «Apatas Air» включав у себе такі літаки (у березні 2007)  :
- 1 Let L-410 UVP
- 1 Let L-410 UVP-E